# Thricops longipes
Thricops longipes är en tvåvingeart som först beskrevs av Zetterstedt 1845.  Thricops longipes ingår i släktet Thricops och familjen husflugor. Arten är reproducerande i Sverige. Inga underarter finns listade i Catalogue of Life.